# Giornata internazionale dell'infermiere

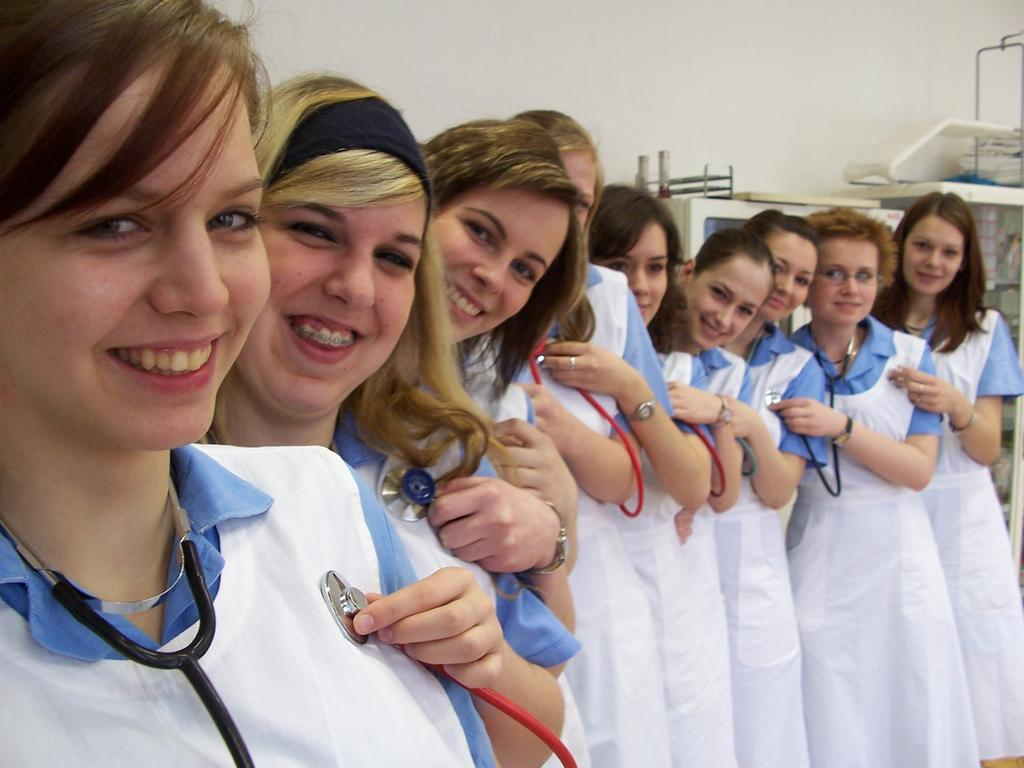
Studentesse di infermieristica in Repubblica Ceca

La giornata internazionale dell'infermiere è una giornata internazionale celebrata in tutto il mondo il 12 maggio di ogni anno, al fine di valorizzare il contributo degli infermieri nella società.
Il Consiglio internazionale degli infermieri (ICN) sceglie ogni anno un tema per celebrare la Giornata internazionale e distribuisce un kit divulgativo che contiene materiale educativo e informativo.

## Storia

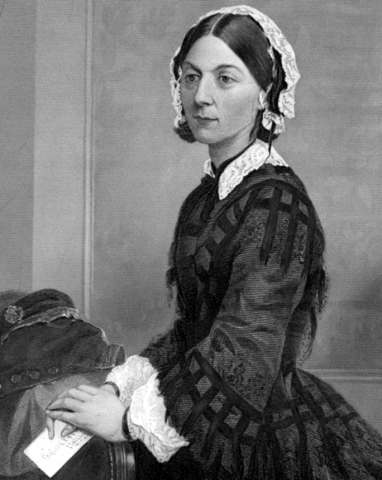
Immagine di Florence Nightingale.

Nel 1953 Dorothy Sutherland, un ufficiale del Dipartimento della salute, educazione e benessere degli Stati Uniti d'America propose al presidente Dwight D. Eisenhower di proclamare un "giorno dell'infermiere", ma non ebbe successo.
Il Consiglio Internazionale degli Infermieri (International Council of Nurses - ICN) ha istituito questa giornata nel 1965.
Nel 1974 fu scelta la data del 12 maggio per celebrare l'anniversario della nascita di Florence Nightingale, la quale è considerata la fondatrice della moderna assistenza infermieristica.
Nel 1999, l’Istituto Professionale per i Servizi Sociali di Castelfranco Veneto (TV) prende il nome della fondatrice del corpo dei volontari della Croce Rossa, l’inglese Florence Nightingale”.